# Этбай
Этба́й — горный хребет на северо-востоке Африки, проходит по территории Египта и Судана. Вытянут примерно на 1700 км с северо-запада на юго-восток вдоль берега Красного моря (от Суэцкого залива до отрогов Эфиопского нагорья). В английской терминологии Этбай — это регион, где расположен хребет, сама же гряда носит название Red Sea Hills (Красноморские холмы).
Хребет сложен докембрийскими кристаллическими сланцами и гнейсами, в его составе выделяют несколько горных массивов. Имеются месторождения фосфоритов (север), урановых и титановых руд и золота (юг). На западе хребет ступенями поднимается над Аравийской и Нубийской пустынями — восточной частью Сахары, а с востока круто обрывается к морскому побережью. Средняя высота — около 1000 м, главные вершины Ода (2258 м) и Асотериба (2215 м).
Климат пустынный субтропический (на севере) и тропический (на юге). На восточных склонах зимой выпадает небольшое количество осадков (около 200 мм в год); по западному склону проходит сеть вади (сухих русел), идущих к Нилу. На вершинах хребта зимой бывают снегопады. В сухих долинах изредка встречается кустарниковая древесная растительность (тамариски, сикоморы, акации), а также ксерофильные злаки.